# Le Havre (trò chơi)
Le Havre là một trò chơi trên bàn về sự phát triển của thành phố Le Havre. Trò chơi này do Uwe Rosenberg phát triển dựa theo các ý tưởng của các trò chơi Caylus and Agricola vào tháng 12 năm 2007.
Trò chơi này được đưa ra Spiel 2008 với hai ngôn ngữ tiếng Đức và tiếng Anh Australia, do Lookout Games phát hành và Heidelberger Spieleverlag phân phối.
Trò chơi được các thành viên BoardGameGeek đánh giá tốt với điểm trung bình 8.02/10.